# Bell XP-83
Die Bell XP-83 war ein Jagdflugzeug mit Strahlantrieb von Bell Aircraft, welches erstmals 1945 flog, aber nicht über den Prototyp-Status hinaus weiterentwickelt wurde.

## Geschichte
Die frühen Strahlflugzeuge zeichneten sich durch hohen Kraftstoffverbrauch und eine geringe Reichweite aus. Im März 1944 stellte die USAAF bei Bell eine Bedarfsanfrage nach einem Strahljäger mit größerer Reichweite. Am 31. Juli 1944 wurde ein Vertrag über die Lieferung von zwei Prototypen unterzeichnet.
Bell hatte bereits seit 1943 an der Konstruktion seines Model 40, einem Langstrecken-Begleitjäger auf Basis der Bell P-59 Airacomet, gearbeitet.
Der Erstflug erfolgte am 25. Februar 1945 mit Bells Chefpiloten Jack Woolams. Dieser befand, dass das Flugzeug untermotorisiert und instabil war. Der zweite Prototyp flog am 19. Oktober 1945. Abgesehen von der Reichweite, war die XP-83 der Lockheed P-80 weit unterlegen und das Projekt wurde abgebrochen.
Der erste Prototyp diente 1946 als Versuchsträger für Ramjet-Triebwerke. Am 14. September 1946 fing eines der Ramjet-Triebwerke Feuer und der Testpilot Chalmers Goodlin und sein Ingenieur Charles Fay mussten sich mit dem Fallschirm retten. Der zweite Prototyp wurde 1947 verschrottet.

## Konstruktion
Die XP-83 hatte zwei General Electric J33-GE-5 Turbojet-Triebwerke, die unter den Tragflächen dicht am Rumpf positioniert waren. So konnten unter den Tragflächen zusätzliche Kraftstofftanks und Waffen angebracht werden. Das Flugzeug konnte 4350 Liter Treibstoff im Rumpf und 950 Liter in abwerfbaren Tanks mitführen. Die Kabine war druckbelüftet und die Cockpitverglasung relativ klein gehalten. Als Bewaffnung dienten sechs 12,7-mm-Maschinengewehre in der Flugzeugnase.

## Technische Daten
| Kenngröße             | Daten                                                         |
| --------------------- | ------------------------------------------------------------- |
| Besatzung             | 1                                                             |
| Länge                 | 13,5 m                                                        |
| Spannweite            | 16,16 m                                                       |
| Höhe                  | 4,66 m                                                        |
| Flügelfläche          | 40 m²                                                         |
| Flügelstreckung       | 6,5                                                           |
| Leermasse             | 10.936 kg                                                     |
| Startmasse            | 12.485 kg                                                     |
| Antrieb               | 2 × Allison J33-GE-5-Turbojet-Triebwerke mit je 1800 kg Schub |
| Höchstgeschwindigkeit | 840 km/h                                                      |
| Dienstgipfelhöhe      | 13.700 m                                                      |
| Reichweite            | 2.760 km                                                      |
| Bewaffnung            | sechs 12,7-mm-MG                                              |